# Thargelion
Thargelion (altgriechisch Θαργηλιών Thargelión) ist ein antiker griechischer Monatsname. Er wurde nach dem Fest Thargelia, das Fest der Erstlinge bedeutet, benannt. Dem Namen nach handelte es sich also um den Monat, in dem die Thargelien gefeiert wurden. Es war der elfte Monat im attischen Kalender, umfasste 30 Tage und lag im heutigen Mai/Juni.
Auch auf Amorgos, Paros, Naxos und Tenos und in Eretria war es der elfte Monat. Im delischen Kalender war es der fünfte Monat, obwohl er zeitlich mit dem attischen Monat übereinstimmte. In den kleinasiatischen Städten Ephesos, Milet, Kyzikos, Gambreion und Thebai und an der nördlichen Schwarzmeerküste in Olbia war es der neunte Monat im Jahr.
Als Geburtstag der Artemis galt der 6. Thargelion und des Apollon der 7. Thargelion, weshalb man zu ihren Ehren an diesen beiden Tagen die Thargelia feierte. Am 6. Thargelion beging man auch das Fest Chloeia, bei dem man Demeter Chloeia einen Widder opferte. Das Fest Bendidaia zu Ehren der Göttin Bendis wurde in Piräus am 20. des Monats gefeiert. Am 22. feierten die Praxiergidae, Priesterinnen der Athene, das Fest Kallynteria und am 25. begingen sie die geheime Zeremonie Plynteria zu Ehren der Athene. Da sie hierbei das Götterbild von seinem Schmuck befreiten, galt dieser Tag den Athenern als Unglückstag.